# Список фрайкоров
В этой статье представлен список фрайкоров (нем. Freikorps), различные военные и/или военизированные формирования, сформированные из гражданского населения.

## Габсбургская монархия
- Фрайкор, немецкие подразделения до 1754 года
- Сербский фрайкор (1787–92)
- Ополченцы-патриоты, называемые фрайкором, в австрийских Нидерландах

## Пруссия
- Добровольческий корпус фельдъегерей фон Шмидта (1813-14), добровольческий корпус стрелков, сформированный в конце 1813 года

- Свободный отряд фон Лютцова, (1813-14), добровольческий отряд прусской армии во время наполеоновских войн

## Вторая мировая война
- Британский добровольческий корпус (англ. British Free Corps; нем. Britisches Freikorps), подразделение Войск СС во время Второй мировой войны
- Судетско-немецкий фрайкор, была военизированной организацией пятой колонны, созданной чешско-немецкими националистами, симпатизировавшими нацистам
- Добровольческий корпус СС «Данмарк» (1-й датский) (1941-43), датский добровольческий корпус, созданный Национал-социалистической рабочей партией Дании (НСРПД)

## Вымышленные
- В серии романов "Шаннара", написанных Терри Бруксом, свободный корпус является подразделением Пограничного легиона Каллахорна и возглавлялся Сти Янсом; он появился в Эльфийских камнях Шаннары, помогая защищать Эллкрис от демонов.